# 16998 Естеллвебер
16998 Естеллвебер (16998 Estelleweber) — астероїд головного поясу, відкритий 10 лютого 1999 року.
Тіссеранів параметр щодо Юпітера — 3,613.